# المعهد الوطني لتعاطي المخدرات

شعار المعهد الوطني لتعاطي المخدرات.

المعهد الوطني لتعاطي المخدرات (بالإنجليزية:National Institute on Drug Abuse) هو معهد بحوث تابع للحكومة الاتحادية في الولايات المتحدة وتتمثل مهمته في «قيادة الدول في تحقيق قوة العلم للتأثير في موضوع تعاطي المخدرات والإدمان.» 

## روابط خارجية
- الموقع الرسمي

‌